# Marvdascht (Verwaltungsbezirk)
Marvdascht (persisch شهرستان مرودشت) ist ein Schahrestan in der Provinz Fars im Iran. Er enthält die Stadt Marvdascht, welche die Hauptstadt des Verwaltungsbezirks ist. Der Verwaltungsbezirk ist in vier Kreise unterteilt und enthält die Städte Marvdascht, Seydan und Kamfiruz.

## Kreise
- Zentral (بخش مرکزی)
- Kamfiruz (خش کامفیروز)
- Dorudzan (بخش درودزن)
- Seydan (بخش سیدان)

## Demografie
Bei der Volkszählung 2016 betrug die Einwohnerzahl des Schahrestan 323.434. Die Alphabetisierung lag bei 87 Prozent der Bevölkerung. Knapp 52 Prozent der Bevölkerung lebten in urbanen Regionen.
| Zensusjahr | Einwohnerzahl |
| ---------- | ------------- |
| 2011       | 307.492       |
| 2016       | 323.434       |